# Churchill-Nationalpark
Der Churchill-Nationalpark ist ein Nationalpark im Süden des australischen Bundesstaates Victoria, 31 km südöstlich des Stadtzentrums von Melbourne. Er liegt im Stadtteil Lysterfield South, 5 km nordöstlich von Dandenong. Er ist mit dem Lysterfield Lake Park verbunden und beide Parks zusammen bedecken eine Fläche von 16,68 km².
Der Churchill-Nationalpark bietet lockeren Eukalyptuswald mit vielen Tieren darin. Es gibt viele Wanderwege, z. B. den Channel Track, umgeben von dichtem Wald am alten Aquädukt, oder den Eastern Boundary Track, der besonders für Radfahrer und Jogger empfohlen wird. Vogelbeobachtung ist im Churchill-Nationalpark sehr zu empfehlen; ein guter Beobachtungsplatz ist der Damm entlang des Northern Boundary Track.

## Geschichte
Der heutige Churchill-Nationalpark war früher der Standort des Polizeihauptquartiers und bot Weideland für die Polizeipferde. Später hieß das Gebiet Police Paddocks. In den 1920er-Jahren veränderte die urbane Entwicklung die Gegend: Steinbrüche für den Straßenbau wurden eröffnet, ein Versorgungskanal nach Dandenong gegraben und die State Electricity Commission erhielt die Genehmigung für eine Hochspannungsleitung. Waldbrände und Abholzung taten ein Übriges. 1941 wurde das Gebiet zum Dandenong-Nationalpark (nicht zu verwechseln mit dem Dandenong-Ranges-Nationalpark) erklärt und 1944 in Churchill-Nationalpark (nach Sir Winston Churchill) umbenannt.

## Fauna
Der Nationalpark ist für seine 173 Vogelarten bekannt, z. B. die Mähnenente oder die Augenbrauenente. Die meisten Säugetiere sind nachtaktiv und so ist es empfehlenswert, früh zu kommen oder spät zu gehen, sodass man mit Glück welche sehen kann, z. B. Ameisenigel, Wallabys oder Kängurus. Die Ameisenigel sind aber auch tagaktiv und suchen in der Erde nach Ameisen und Larven.

## Einrichtungen
Der Picknickplatz bietet einen Gasgrill, Toiletten und einen Unterstand. Er liegt am Ende der Zufahrtsstraße.